# Bartolomeo Tomasino
Bartolomeo Tomasino (Palermo, 29 settembre 1912 – La Galite, 27 settembre 1941) è stato un militare e aviatore italiano.
Capitano pilota in Servizio Permanente Effettivo della specialità aerosiluranti, partecipò alla seconda guerra mondiale. Per il suo comportamento nell'ultima missione fu decorato di Medaglia d'Oro al Valor Militare alla memoria.

## Biografia
Nacque a Palermo il 29 settembre 1912, e dopo aver conseguito il diploma di ragioniere intraprese gli studi universitari presso la Facoltà di scienze economiche, che abbandonerà ben ed presto per dedicarsi alla sua grande passione: il volo.
Iscrittosi al corso premilitare aeronautico, nel novembre 1934 conseguì il brevetto di pilota di primo grado su apparecchio Caproni Ca.100. Ormai deciso a fare del volo la sua professione, continuò a frequentare corsi di addestramento fino a conseguire il brevetto di pilota di 2º grado.
Nel settembre 1935, all'età di ventitré anni, intraprese la carriera nella Regia Aeronautica direttamente col grado di sottotenente pilota di complemento, svolgendo l'addestramento presso l'aeroporto della Malpensa, dove conseguì il brevetto di pilota militare.
Assegnato ad un reparto d'impiego, prese dimestichezza con altri tipi di velivoli accumulando ore di volo di addestramento alle varie specialità. Dopo due anni venne assegnato ad un reparto attivo.

Bartolomeo Tomasino - 1936

Nel corso del 1937 si offrì volontario per aggregarsi all'Aviazione Legionaria, contingente inviato dal governo italiano per partecipare alla guerra civile spagnola. Qui prese parte a numerose azioni di guerra, mettendo in luce doti non comuni di pilota da combattimento. Durante una missione il suo apparecchio venne colpito e danneggiato in parti vitali e malgrado ciò egli riuscì a portarla a termine con successo colpendo l'obiettivo assegnatogli; per questo motivo fu decorato con la sua prima Medaglia d'argento al valor militare. Poco dopo giunse la promozione in servizio permanente effettivo per merito di guerra.

Bartolomeo Tomasino - Spagna 1937

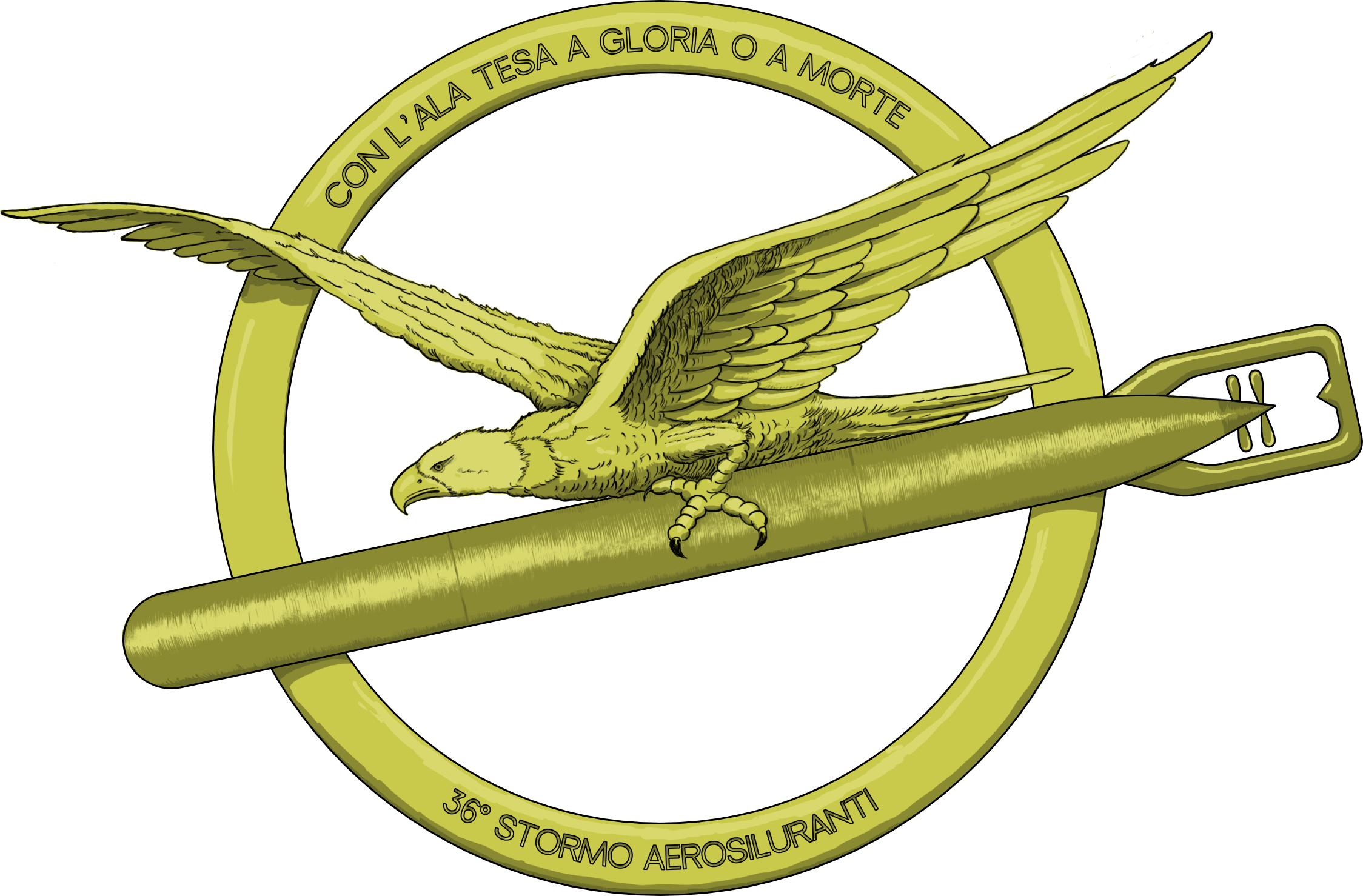
L'emblema del 36º Stormo

L'11 giugno 1940, con il grado di tenente in forza al 36º Stormo Bombardamento Terrestre di stanza a Castelvetrano, partecipò alla sua prima azione bellica nell'ambito della seconda guerra mondiale. Con il suo apparecchio Savoia-Marchetti S.79 Sparviero effettuò un'incursione su Malta scaricando tutto il carico di esplosivo dopo aver sostenuto vittoriosamente un duello con quattro caccia nemici. Successivamente portò a termine con successo altre azioni su Biserta, Sfax e nel Mediterraneo.
Il 7 settembre 1940, durante un'altra azione su Malta, il suo velivolo da bombardamento venne attaccato da un caccia nemico; sotto il fuoco delle mitragliatrici un aviere a bordo del velivolo rimase ucciso, un altro fu ferito e l'apparecchio subì gravi danni. Malgrado la criticità della situazione riuscì a mantenere la formazione ed a sganciare tutto il carico di bombe - con risultati accertati dalla documentazione fotografica - sull'obiettivo. La perizia ed il coraggio dimostrati in questa occasione gli valsero il conferimento della seconda Medaglia d'argento al valor militare.
Questo suo primo ciclo di operazioni belliche della guerra 1940-1943 venne interrotto dall'ordine di trasferimento del 36º Stormo all'Aeroporto "Fausto Pesci" di Bologna. per la trasformazione del reparto dalla specialità "bombardieri" in quella di "aerosiluranti". Qui, sotto la guida dell'allora Colonnello Carlo Drago che aveva guidato lo stormo conseguendo risultati eccellenti, intraprese l'addestramento alla nuova specialità. Ottenuta la promozione a Capitano, egli e il suo stormo raggiunsero la destinazione di guerra, l'aeroporto di Decimomannu, al comando del colonnello Riccardo Helmut Seidl.
Nel pomeriggio del 27 settembre 1941 egli ricevette l'ordine di decollare alla testa della sua squadriglia per portarsi su una grossa formazione navale nemica avvistata nel Mediterraneo. Era l'inizio della battaglia di "la Galite”.

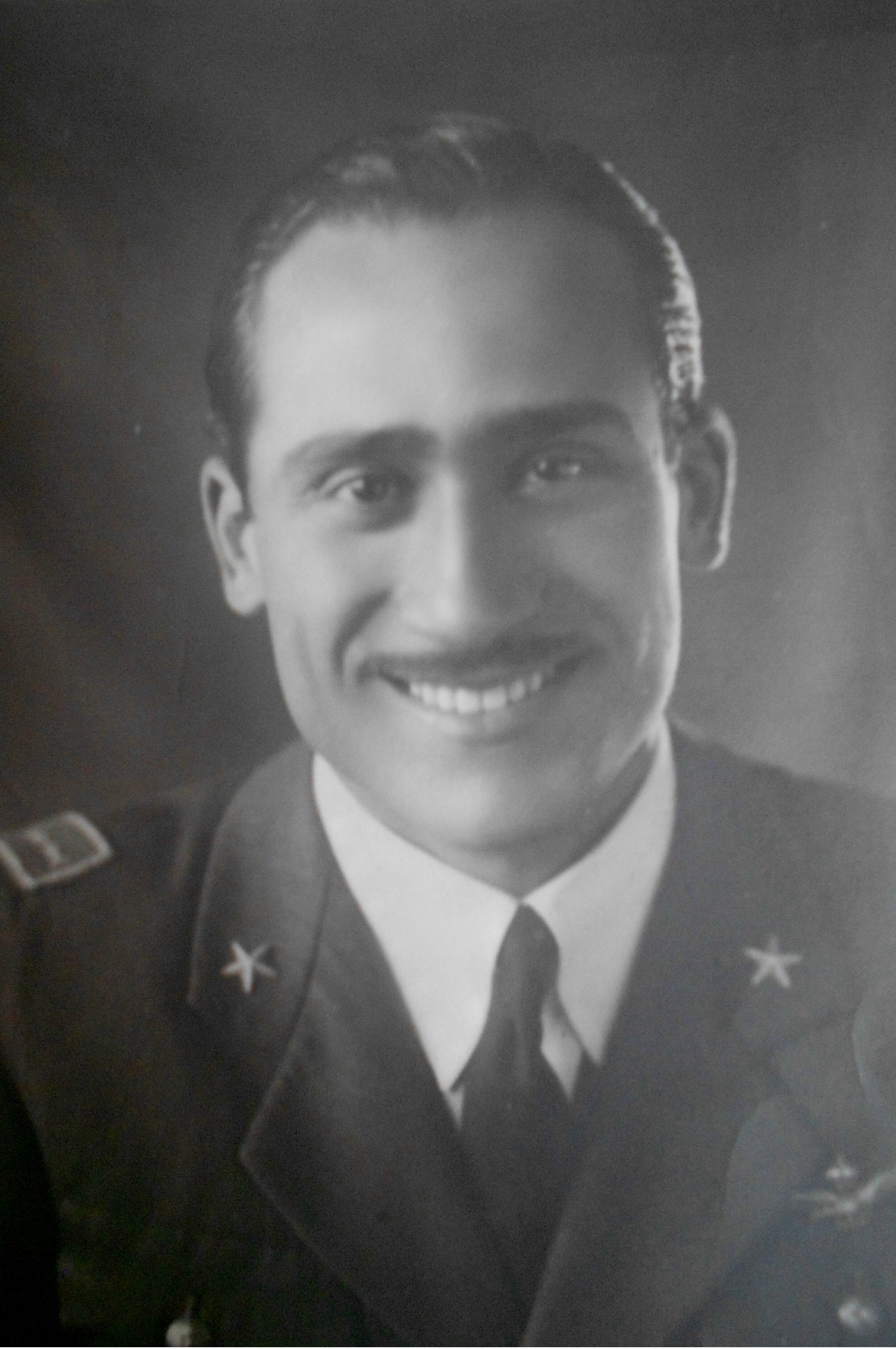
Bartolomeo Tomasino - 1937

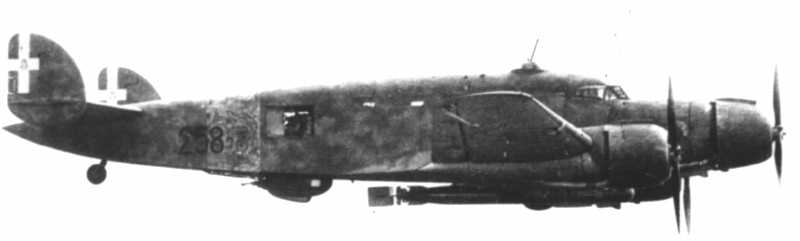
Un Savoia Marchetti SM84

## L'attacco al convoglio Halberd: la battaglia a La Galite
Il 27 settembre 1941 alle 08:18 un ricognitore italiano individuò un gruppo di navi britanniche al largo dell'isola La Galite, 80 km a nord della Tunisia e lanciò l'allarme. Venne indicata la presenza di una portaerei, una nave da battaglia, quattro incrociatori e altre navi minori. Si trattava del convoglio Halberd partito da Gibilterra con lo scopo di rifornire Malta, in realtà formato dalla portaerei Ark Royal dalle navi da battaglia Prince of Wales, Rodney e Nelson, cinque incrociatori, con la scorta di 18 cacciatorpediniere.
Le condizioni meteorologiche non erano buone, ma alle 12:15 undici
aerosiluranti Savoia-Marchetti S.M.84 del 36º Stormo decollarono su allarme dall'aeroporto di Decimomannu. Il capitano Tomasino pilotava uno degli aerei del 109º Gruppo. Comandante dello stormo era il colonnello Riccardo Helmut Seidl, mentre il maggiore Arduino Buri guidava il 108º Gruppo. Si unirono alla missione altri undici aerosiluranti Savoia-Marchetti S.M.79 dello stesso stormo decollati quasi mezz'ora prima dal vicino aeroporto di Cagliari-Elmas. La scorta era composta da aerei da caccia Fiat C.R.42 Falco del 24º Gruppo.
Durante il volo, i gruppi si separarono anche per le cattive condizioni meteorologiche. Essendo gli S.M.84 più veloci, furono i primi ad arrivare sulle navi inglesi. Il 108º Gruppo del maggiore Arduino Buri, composto da cinque S.M.84 fu il primo ad avvistare il convoglio inglese e alle 13:00 attaccò. Colpito dalla contraerea il velivolo del tenente Barro entrò in collisione con quello del capitano Rotolo ed entrambi precipitarono in mare, mentre quello del sottotenente Morelli fu abbattuto dopo il lancio del siluro. Malgrado il sacrificio degli equipaggi, nessun bersaglio venne colpito.
Il capitano Tomasino arrivò insieme agli altri quattro aerosiluranti del 109º Gruppo per secondo e alle 13:30 il colonnello Seidl ordinò l'attacco. L'aereo del capitano Giusellino Verna venne abbattuto dai caccia inglesi Fairey Fulmar di scorta che tentarono di impedire l'avvicinamento degli italiani. Seidl e Tomasino proseguirono sotto il fuoco nemico l'attacco alla HMS Nelson. La nave venne colpita da un siluro e danneggiata gravemente, secondo alcune fonti da Seidl, ma entrambi gli aerei vennero abbattuti dall'antiaerea della Prince of Wales e dello Sheffield. Alla fine delle diverse ondate, furono sette gli aerei italiani abbattuti. Seidl, Tomasino, Rotolo e Verna morirono insieme quel giorno e a loro vennero assegnate le Medaglie d'oro al valor militare alla memoria. Al sergente Luigi Valotti che con il suo caccia Fiat C.R.42 aveva invano tentato di distrarre l'artiglieria antiaerea compiendo evoluzioni in mezzo alle navi da guerra e rimanendo a sua volta abbattuto e ucciso, fu conferita quella di bronzo.

### Riconoscimenti
Nel 1942 il periodico per ragazzi italiano Il Vittorioso pubblicò la versione a fumetti della sua vita per la serie "Eroi d'Italia". A Palermo gli sono intitolate una strada e la scuola elementare sita in Piazza Santa Maria di Gesù. Il suo nome è presente nella stele dedicata ai decorati di Palermo e provincia, innalzata al Giardino Inglese, a cura della sezione dell'Istituto del Nastro Azzurro.

## Onorificenze

Bartolomeo Tomasino